# Al-Sakkaki
Al-Sakkaki, de son nom complet Abu Ya'qub Yusuf Ibn Abi Bakr (en arabe : أبو يعقوب يوسف بن أبي بكر السكاكي) est un important rhétoricien de langue arabe, né le 11 mai 1160 dans le Khwarezm et mort en juin 1229 près d'Almaligh, dans la vallée de Ferghana alors sous domination mongole. Il doit sa célébrité à son ouvrage La Clé des sciences (Miftâḥ al-ʿUlûm), d'où est tiré le système définitif de la rhétorique arabe.